# Richard Henry Budden
Richard Henry Budden detto l’Apostolo dell’Alpinismo (Stoke Newington, 19 maggio 1826 – Torino, 12 dicembre 1895) è stato un alpinista inglese.
Ha dato il nome a due vette valdostane: la Punta Budden (3630 m s.l.m.), nella catena delle Grandes Murailles tra Valpelline e Valtournenche, e la Punta Budden a 3683 m s.l.m., tra la Becca di Montandayné e l'Herbétet, sul Massiccio del Gran Paradiso.

## Biografia
Nato a Stoke-Newington nei dintorni di Londra da famiglia agiata, studiò prima a Bonn e poi a Parigi, viaggiando molto per l'Europa e decidendo infine di stabilirsi in Italia, vivendo dapprima a Nizza, poi a Genova, quindi a Torino.
A Torino, fu vicino a Giovanni Battista Rimini e a Bartolomeo Gastaldi che lo convinsero a iscriversi al CAI. 
Si interessò molto di alpinismo e spinse per la sua diffusione, frequentando vari club alpini europei, di cui divenne socio onorario, e pubblicando numerosi articoli di alpinismo su varie riviste internazionali. Fondò la sezione CAI di Firenze e ne fu presidente fino alla morte.
Si stabilì ad Aosta nel 1856: fu per anni presidente onorario della sezione cittadina del CAI, dopo aver contribuito con l'amico Georges Carrel alla sua fondazione.
In Valle d'Aosta, R. H. Budden si rivelò subito appassionato alpinista e attivo filantropo, come testimonia Bartolomeo Gastaldi in un Bollettino del Club Alpino Italiano del 1866, dando nel 1865 un contributo al Comune di Courmayeur di ben cinquecento lire (in seguito raddoppiate per una questione bancaria) per la costruzione di un capanno per le Guide alpine sul lato destro del Ghiacciaio del Monte Bianco e soprattutto per la costruzione di infrastrutture e l'abbellimento del comune, meta del nuovo turismo da parte degli alpinisti inglesi. Così Budden scrisse in una lettera del novembre del 1873:
(Epistolario di Budden presso la Sezione CAI Aosta. Cit. in  Sezione CAI Aosta, cit., su aosta.caivda.it, 1991. URL consultato l'8 febbraio 2012 (archiviato dall'url originale il 13 aprile 2013).)
Budden incontrò una iniziale diffidenza della popolazione e delle autorità locali; solo nel 1868, grazie anche all'insistenza dell'inglese, il comune realizzò una serie di opere stradali che trasformarono in breve tempo Courmayeur nella "più rinomata stazione di soggiorno e di cura del Regno d'Italia e centro alpinistico di fama internazionale".
Dopo questo successo, Budden caldeggiò anche in altre zone alpine l'apertura di rifugi e alberghi, si interessò al rimboschimento delle aree erose o sovrasfruttate dal punto di vista forestale, ideando una «Società degli amici degli alberi» e un "Arbor Day" (una "Festa degli alberi") come già se ne tenevano in altre nazioni nordeuropee, spingendo per la salvaguardia del territorio sulla scia del dibattito e delle tutele inglesi.
Budden promosse anche la tutela e al contempo lo sfruttamento dei fiumi con la piscicoltura e la creazione di dighe; promosse l'apertura di piccole industrie nelle aree svantaggiate alpine; spinse anche per la realizzazione di un ricovero per gli alpinisti in una grotta su una parete del Cervino.
Il lavoro di diffusione dell'alpinismo a cui si dedicò per quarant'anni vide Budden protagonista degli anni d'oro dell'alpinismo e gli valse l'appellativo di Apostolo dell'alpinismo. Per le sue numerose iniziative a favore della Valle d'Aosta il comune di Aosta gli assegnò la cittadinanza onoraria.
Quale Presidente della Sezione Fiorentina del C.A.I. l'attività del Budden fu decisiva per promuovere la scoperta turistica ed alpinistica delle Alpi Apuane. Tra le altre cose il Budden favorì l'iniziativa di creare nella città di Lucca una Biblioteca Alpina, che divenne subito dopo Stazione Alpina (le stazioni alpine equivalevano alle attuali sottosezioni del C.A.I.). L'attività della Stazione Alpina portò a varie iniziative, tra cui la costruzione della prima via ferrata turistica d'Italia (ferrata del Monte Procinto) e l'apertura della prima stazione meteorologica sulle Apuane (vedi stazione meteorologica di Stazzema Palagnana).
Morì nella notte tra l'11 e il 12 dicembre 1895 per emorragia cerebrale.
Commemorandolo tre giorni dopo nel suo discorso all'assemblea dei delegati, il presidente generale del CAI di Aosta Antonio Grober così lo ricorda: